# 야나 매킨토시
야나 매킨토시(Yanna McIntosh, 1970년 1월 1일 ~ )는 캐나다의 배우, 영화배우이다.
자메이카에서 태어났다.

## 영화
- 블러드워크 (2011년) - 패트리샤 역
- 닥터 핀의 딸 (2007년)
- 센티넬 (2006년) - 테디 바가스 역
- 글로우 (2002년)
- 존 큐 (2002년)
- 트루 블루 (2001년)
- 다크 콜로니 (2001년)
- 리스크 (2001년)
- 살인 공모 (2000년)
- 스트레인지 저스티스 (1999년)
- 아토믹 트레인 (1999년)
- 다운 인 더 델타 (1998년)